# Luz Valente Pereira
Luz Valente Pereira (Lisboa, 1934 - 2023) foi a primeira arquitecta a trabalhar no Laboratório Nacional de Engenharia Civil (LNEC), em Portugal, em 1966. Ficou conhecida pelo seu trabalho de investigação sobre temas como reabilitação urbana, habitação, entre outros, estudando-os do ponto de vista da arquitectura e da sociologia.

## Biografia
Maria da Luz Valente Pereira nasceu em 1934 em Lisboa.  Ainda jovem, teve aulas de desenho, onde conheceu Natália Correia.
Em 1953, iniciou o curso de arquitectura na Escola Superior de Belas Artes de Lisboa, cujas unidades curriculares terminou em 1958. Com vista a leccionar no ensino secundário, Luz completou cadeiras de pedagogia na Faculdade de Letras da Universidade de Lisboa, porém acabou por desistir dessa carrreira. No início dos anos 60 no século XX, estudou planeamento e desenvolvimento regional em Paris. Durante a estadia em França, trabalhou na Société d’Études Techniques et d’Aménagements Planifiés com o urbanista Guy Lagneau. Durante este período, também passou algum tempo em África, tendo desenvolvido uma proposta de projecto para uma aldeia na região de Abidjan.
Ao regressar a Portugal, trabalhou no estúdio de arquitectura de Nuno Teotónio Pereira, pelo qual também passaram nomes como Pedro Vieira de Almeida e Nuno Portas. Aqui tomou consciência que não lhe interessava trabalhar em projectos direccionados para habitações unifamiliares. De forma a diversificar o seu trabalho dentro da área, assegurou uma bolsa anual das Nações Unidas, para investigar as questões de crescimento e planeamento em "países desenvolvidos". Na sequência, entre 1962 e 1963 fez uma pós-graduação em Desenvolvimento e Planeamento Regional no Institut de Recherche et Formation en Vue du Développement Harmonisé, em Paris.
Em 1963, Luz Valente Pereira foi convidada a integrar a equipa do Plano Regional de Aveiro, coordenada por Robert Auzelle. Entre 1965 e 1066, trabalhou também na preparação do Plano Director da Cidade de Lisboa.
Em 1966, entrou para o Laboratório Nacional de Engenharia Civil (LNEC), onde permaneceu até se reformar. Lá dedicou-se à investigação, abordando temas como reabilitação urbana, habitação, entre outros, olhando para eles não só do ponto de vista da arquitectura mas também da sociologia. 

## Obras
Escreveu vários livros sobre arquitectura e planeamento urbano, entre eles: 
- 1982 - Definição da forma urbana no planeamento físico, Lisboa, LNEC
- 1983 - Metodologia dos inquéritos à habitação urbana, Lisboa, LNEC
- 1986 - Planeamento municipal e exercício da acção politica local, Lisboa, LNEC
- 1990 - A utilização da cidade: um estudo sobre a cidade de Lisboa, Lisboa, LNEC, ISBN 972-49-1510-7
- 2017 - Reabilitação urbana: Questões Gerais e Metodologia de Planeamento, edição de autor, ISBN 9788582450925 [9]